# Михопулос, Никос
Николаос (Никос) Михопулос (греч. Νικόλαος "Νίκος" Μιχόπουλος; род. 20 февраля 1970, Кардица) — греческий футболист, вратарь.

## Карьера

### Клубная
Михопулос начинал свою карьеру в «Аполлоне» из Ларисы, второй команде города, курсировавшей между Гамма Этники и Дельта Этники, в сезоне 1991/1992 был в заявке клуба, но не сыграл ни матча. С 1992 по 2000 годы выступал за ПАОК, сыграв 187 игр в Греческой Суперлиге и всего 228 игр в разных турнирах (с учётом еврокубков). Дебют пришёлся на 2 мая 1993 года на матч против «Эдессаикоса». В сезоне 1994/1995 с командой стал бронзовым призёром чемпионата Греции, однако команда в том сезоне была лишена права играть в еврокубках за массовую драку болельщиков на матче 1 октября 1992 года против ПСЖ.
25 августа 2000 года Михопулос был продан в английский клуб «Бернли»: его приобрел владелец клуба Стэн Тернент, который пригласил в команду ещё двух греков — родившегося в Германии вратаря Луиджи Ченнамо и уроженца СССР, нападающего Димитриоса Пападопулоса. Дебют за клуб состоялся в игре против «Кристал Пэлас» в рамках Кубка Лиги, завершившейся со счётом 2:2, а Никос отразил пенальти в исполнении Фань Чжии. Официальный дебют в Футбольной лиге состоялся 23 сентября 2000 года в матче против «Хаддерсфилда»: отчасти тому причиной стала автомобильная пробка, куда попал основной вратарь команды, Пол Крайтон. В ходе игры против «Хаддерсфилда» Михопулос неоднократно спасал ворота клуба, а «Клареты» победили 1:0.
Всего в разных турнирах (Чемпионат Футбольной лиги, Кубок Англии и Кубок лиги) Никос сыграл около 100 игр. 26 апреля 2003 года в игре против «Шеффилд Уэнсдей» он получил на 37-й минуте травму и был заменён Марлоном Бересфордом: этот матч стал для Михопулоса последним в составе «Бернли», который проиграл со счётом 2:7. Позже он ушёл играть в «Кристал Пэлас», а в 2004 году завершил свою игровую карьеру в никосийской «Омонии». После завершения игровой карьеры он стал тренером вратарей клуба ПАОК.

### В сборной
В сборной Михопулос дебютировал 25 января 1995 года в товарищеском матче против Кипра. Всего с 1995 по 2002 годы сыграл 15 встреч.